# The Grand East

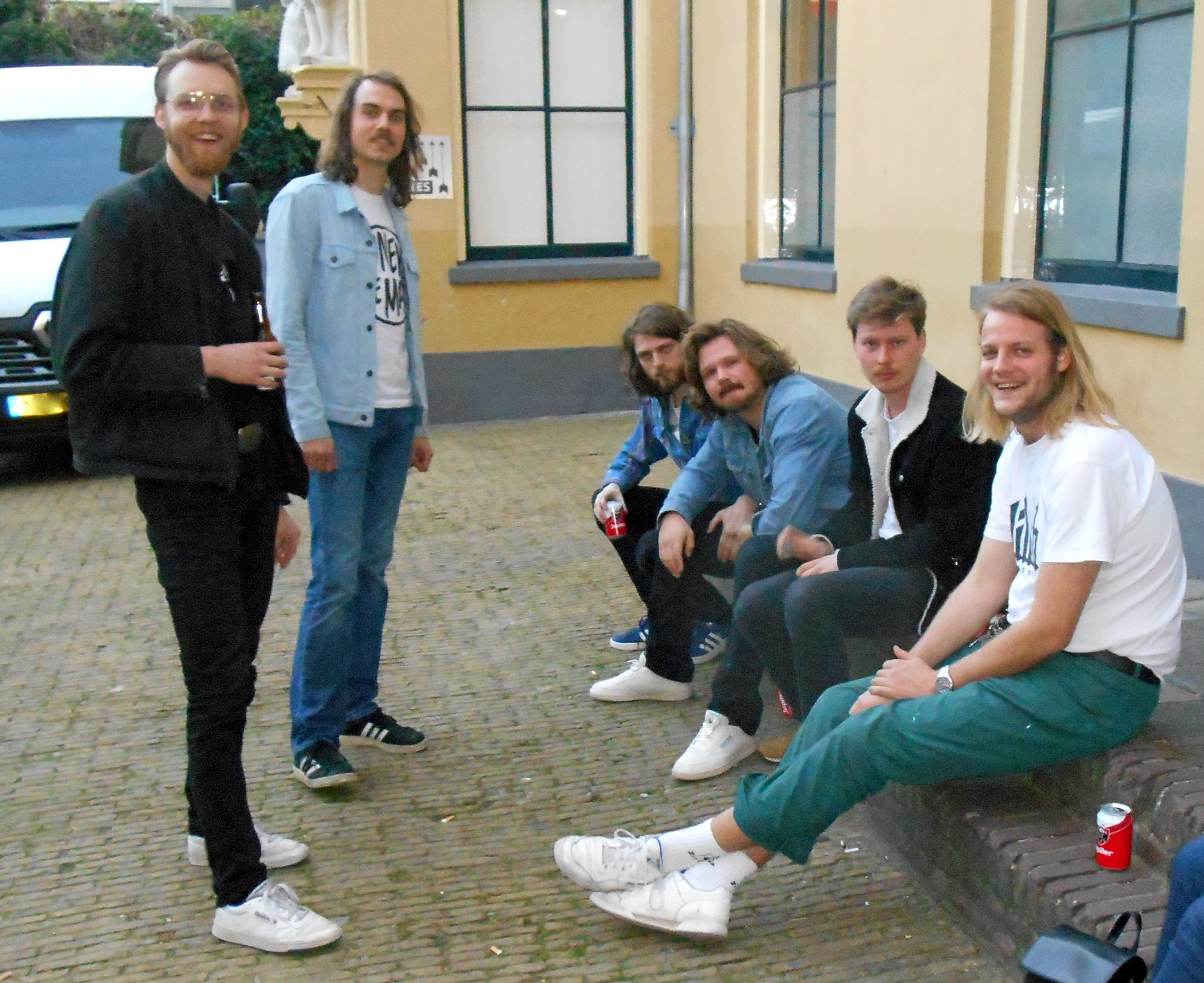
De bandleden en technicus van The Grand East voor aanvang van hun optreden in het Burgerweeshuis Deventer

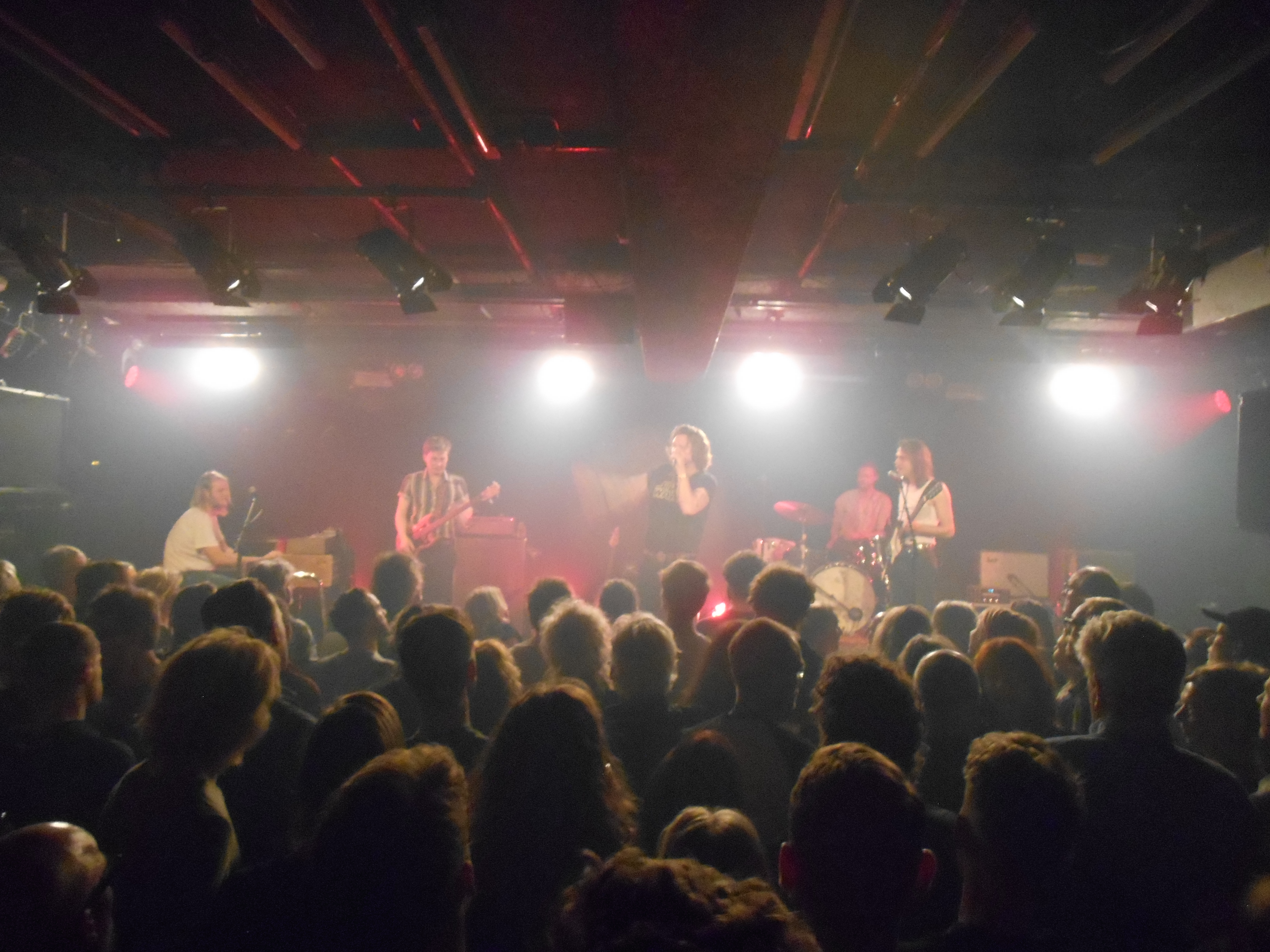
Optreden van The Grand East

The Grand East is een Nederlandse band uit de provincie Overijssel. De band, opgericht in 2012, heette oorspronkelijk "Texas Radio". Om verwarring met een andere band en zender uit de weg te gaan, werd op 27 november 2015 de naam gewijzigd in The Grand East. Deze nieuwe naam is een verwijzing naar het oosten van het land, Twente. De muziek is geïnspireerd op bands als Pink Floyd, Cuby and the Blizzards en The Doors en wordt gekenmerkt als psychedelisch, rock en blues.
De band heeft onder meer opgetreden in Paradiso, Heineken Music Hall, de Melkweg, op televisie in De Wereld Draait Door, op muziekfestivals, vele lokale podia en de Zwarte Cross. Ook in Duitsland vonden optredens plaats.

## Discografie
De voorheen in eigen beheer uitgebrachte muziek wordt sinds de naamsverandering ondergebracht bij het platenlabel Goomah Music.
Op 23 september 2016 kwam het debuutalbum Movano Camerata uit. Twee jaar later – in oktober 2018 – volgde het tweede album What a Man. Dit album kwam uit na een crowdfundingsactie. Het nummer "What a man" van dit tweede album is ook als single uitgekomen en verhaalt over de negatieve kanten van de maatschappij. De videoclip bestaat uit opnamen van beveiligingscamera’s waarop gewelddadige acties te zien zijn.

## Bandleden
- Arthur Akkermans - Zang
- Henk Hulzebosch - Toetsen
- Niek Cival - Gitaar
- Teun Eijsink - Bas
- Ymte Koekkoek - Drums

Oud-leden:
- Tot februari/maart 2019 was Joris van den Berg toetsenist van de band. Hij verkoos een carrière als redacteur bij NPO 3FM.
- Imanishi Kleinmeulman - Drums
- Barend Lippens - Toetsen